# Laruns
Laruns – miejscowość i gmina we Francji, w regionie Nowa Akwitania, w departamencie Pireneje Atlantyckie.
Według danych na rok 1990 gminę zamieszkiwało 1466 osób, a gęstość zaludnienia wynosiła 6 osób/km² (wśród 2290 gmin Akwitanii Laruns plasuje się na 289. miejscu pod względem liczby ludności, natomiast pod względem powierzchni na miejscu 1.).